# Don't Let Me Be Lonely
«Don't Let Me Be Lonely» (En español: «No me dejes estar solo») es una canción grabada por el grupo estadounidense de música country The Band Perry. Fue lanzado en agosto de 2013, el tercer sencillo de su segundo álbum, Pioneer. La canción fue escrita por Sarah Buxton, Rodney Clawson y Chris Tompkins.

## Recepción de la crítica
Billy Dukes de Taste of Country dio la canción de cuatro estrellas y media de cinco, escribiendo que "la última pista puede no ser tan instantáneamente pegadizos [como "If I Die Young"], pero es cada poco el esfuerzo sostenido de composición." Dukes también escribió que "Kimberly Perry es una cantante talentosa capaz de proyectar una gran variedad de emociones, pero la vulnerabilidad puede ser lo que mejor sabe hacer. Productor Dann Huff es prudente darle un montón de espacio, incluyendo un desglose antes del estribillo final de la canción durante la que ofrece la más desgarradora de las letras". Matt Bjorke de Roughstock dio a la canción cuatro estrellas de cinco, calificándola como "una balada inteligente que es líricamente más profundo que sus ganchos papistas sugieren."
Kevin John Coyne de Country Universe fue menos positiva, dándole a la canción un grado C. Escribió que "Kimberly Perry tiene que vender, y los contornos extraños que por lo general hacen su sonido tan distintos e interesantes están por ningún lado", al tiempo que añade "la producción de sosa no facilitan las cosas, tampoco."

## Video musical
El video musical fue dirigido por Ben Krebs y se estrenó en octubre de 2013.

## Rendimiento en las listas
"Don't Let Me Be Lonely" debutó en el número 51 en Estados Unidos Billboard Country Airplay para la semana del 31 de agosto de 2013.
También debutó en el número 44 en Estados Unidos Billboard Hot Country Songs carta para la semana del 21 de septiembre de 2013. También debutó en el número 97 en Estados Unidos Billboard Hot 100 carta para la semana del 2 de noviembre de 2013. También debutó en el número 68 en la lista de Canadian Hot 100 en la semana del 23 de noviembre de 2013. La canción ha vendido 251 000 copias en Estados Unidos a partir de enero de 2014.
| Listas (2013–2014)                 | Mejor posición |
| ---------------------------------- | -------------- |
| Canadá (Canadian Hot 100)          | 58             |
| Canadá (Canada Country)            | 1              |
| Estados Unidos (Billboard Hot 100) | 59             |
| Estados Unidos (Country Airplay)   | 2              |
| Estados Unidos (Hot Country Songs) | 9              |

### Posición fin de año
| Listas (2013)                    | Posición |
| -------------------------------- | -------- |
| US Country Airplay (Billboard)   | 69       |
| US Hot Country Songs (Billboard) | 88       |